# Parafia Matki Bożej Częstochowskiej w Oleśnikach
Parafia Matki Bożej Częstochowskiej w Oleśnikach – parafia rzymskokatolicka, znajdująca się w archidiecezji lubelskiej, w dekanacie Piaski. 
Według stanu na grudzień 2016 liczba wiernych w parafii wynosiła 1169 osób.